# Frank Domínguez
Pour les articles homonymes, voir Domínguez.
 (mars 2015).
Si vous disposez d'ouvrages ou d'articles de référence ou si vous connaissez des sites web de qualité traitant du thème abordé ici, merci de compléter l'article en donnant les références utiles à sa vérifiabilité et en les liant à la section « Notes et références ».
Frank Domínguez (né le 9 octobre 1927 à Matanzas, mort le 29 octobre 2014) est un auteur de chansons et un pianiste cubain, représentant du mouvement filin.

## Biographie
Né à Matanzas, il débuta le piano à 8 ans. Bien que son père, pharmacien, lui fit étudier la pharmacie, il préféra néanmoins devenir musicien. En 1958, son premier disque est Frank Domínguez canta sus canciones.
C'est l'auteur du célèbre boléro (considéré comme le plus interprété au monde) « Tú me acostumbraste » (1957), mais aussi de « Pedacito de cielo », « ¿Cómo te atreves? », « Me recordarás » ou « Imágenes ». 
Parmi ses nombreux interprètes on trouve notamment Olga Guillot, Pedro Vargas, Chavela Vargas, Caetano Veloso, Domenico Modugno, Tom Jones, Mina, Gal Costa et Maria Bethânia, Lola Flores, Sara Montiel et les Gipsy Kings.
Les quinze dernières années, Frank Dominguez vivait exilé à Mérida, Yucatán, où il est mort le 29 octobre 2014.